# Grandes esperanzas (película de 2012)
Grandes esperanzas (título original en inglés: Great Expectations) es una adaptación cinematográfica británico-estadounidense de 2012 de la novela de Charles Dickens de 1861 del mismo nombre. La película fue dirigida por Mike Newell, con el guion adaptado de David Nicholls, y está protagonizada por Jeremy Irvine, Helena Bonham Carter, Holliday Grainger, Ralph Fiennes y Robbie Coltrane. Fue distribuida por Lionsgate.
Nicholls adaptó el guion después de que los productores Elizabeth Karlsen y Stephen Woolley le pidieran que trabajara en él, con quienes había trabajado en And When Did You Last See Your Father? Newell le pidió a Helena Bonham Carter que apareciera como Miss Havisham y aceptó el papel después de cierta aprensión inicial, mientras que Irvine inicialmente se sintió intimidado por la idea de aparecer en la pantalla como Pip.
La película se estrenó en el Festival Internacional de Cine de Toronto. Fue estrenada en el Reino Unido el 30 de noviembre de 2012.

## Reparto
- Jeremy Irvine como Pip, un huérfano. Irvine obtuvo el papel de Pip, habiendo protagonizado previamente la adaptación de War Horse de Steven Spielberg, que Irvine describió como su gran oportunidad, habiendo aparecido previamente en papeles menores con la Royal Shakespeare Company.[1] Irvine encontró el papel intimidante, pero dijo que "quería hacer que mi personaje, Pip, fuera más fuerte y motivado de lo que ha sido interpretado en adaptaciones anteriores".[2]
  - Toby Irvine, el hermano menor de Jeremy Irvine, como el joven Pip.[3]
- Helena Bonham Carter como Miss Havisham, una solterona adinerada que ha emprendido una vida de reclusión tras la pérdida de su amor y de quien Pip sospecha que es su benefactor. Bonham Carter estaba preocupada por interpretar el papel de la señorita Havisham y cuestionó a Mike Newell cuando la llamó por teléfono para hablar sobre la posibilidad de interpretar el papel. Le preocupaba la apariencia típica del personaje, describiéndola como una jubilada con un vestido de damas de honor. Newell le aseguró que tenía la edad adecuada,[4] ya que el personaje del libro tiene cuarenta y tantos años,[1] y aceptó el papel.[5]
- Ralph Fiennes como Magwitch, un criminal que cambia la vida de Pip. Fiennes no había leído mucho del trabajo de Dickens antes de obtener el papel. Después del rodaje de Grandes esperanzas, pasó a otro papel relacionado con Dickens, dirigiendo e interpretando al propio autor en La mujer invisible.[6]
- Robbie Coltrane como el señor Jaggers, un abogado responsable de manejar el dinero de Pip. Great Expectations fue el primer papel de Coltrane relacionado con Dickens. Le habían ofrecido el papel de Mr. Micawber en una adaptación de David Copperfield algunos años antes, pero no pudo aceptarlo. Coltrane describió a Jaggers como un "bastardo sin corazón" y se complació en poder contarle a Pip la frase sobre "grandes expectativas", que tardó varias tomas en perfeccionarse.[7]

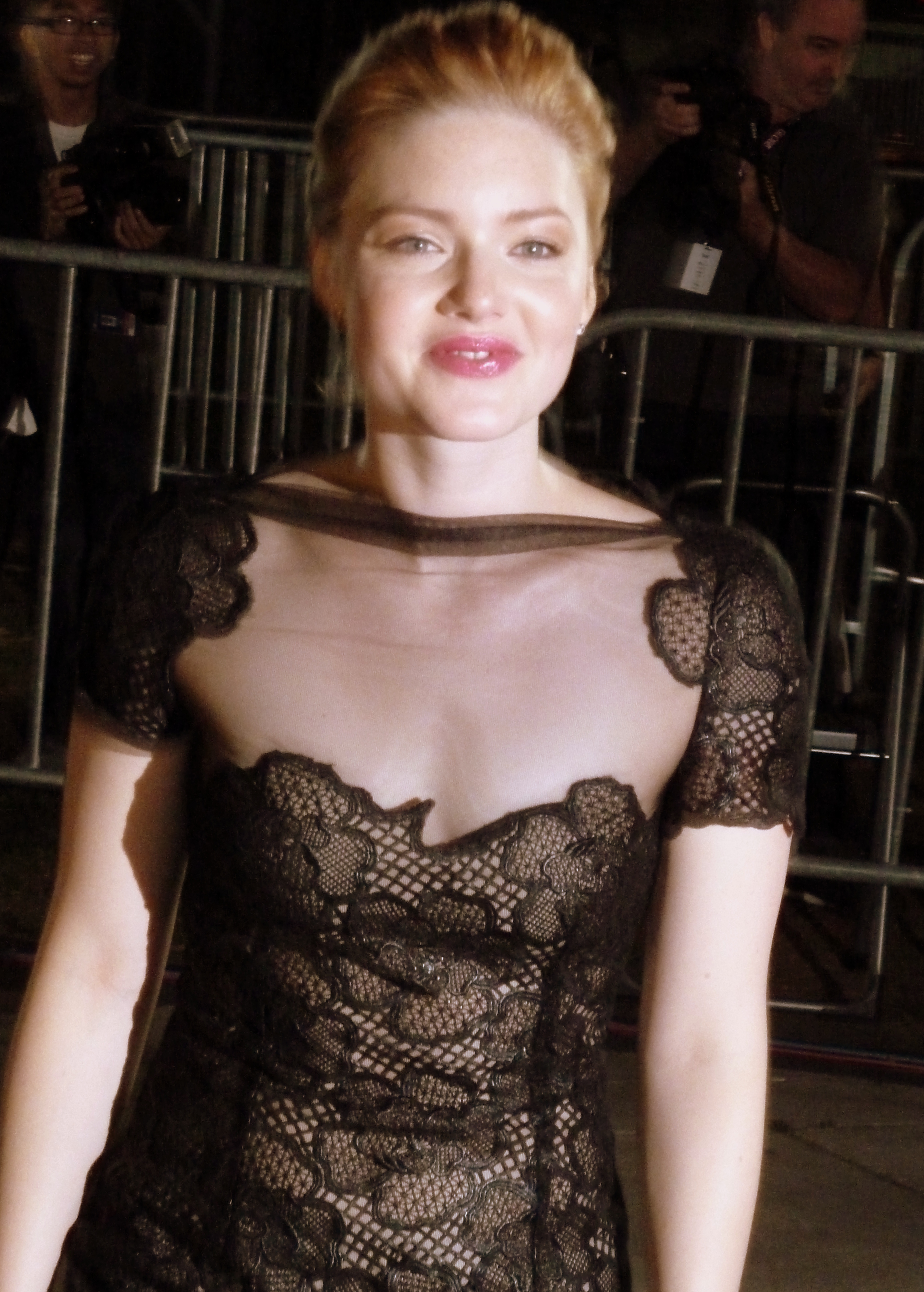
Holliday Grainger en el preestreno de Great Expectations, en el Festival de Cine de Toronto".

- Jason Flemyng como Joe Gargery, cuñado y tutor legal de Pip.[8] Flemyng estaba complacido de poder aparecer en una película que podría llevar a sus hijos a ver, y pensó que sería genial para el período navideño.[9]
- Holliday Grainger como Estella; Newell animó a Grainger a aportar sensualidad a su papel.[10] Grainger ha dicho en entrevistas que el papel era el que más codiciaba.[11]
  - Helena Barlow como Estella joven
- Ewen Bremner como Wemmick
- Sally Hawkins como la señora Joe
- David Walliams como el tío Pumblechook, el tío de Joe Gargery, y proporciona una ruta para que Pip se ponga en contacto con la señorita Havisham.[8] Walliams llevó a su madre al estreno de la película.[12]
- Tamzin Outhwaite como Molly
- Daniel Weyman como Arthur Havisham
- Jessie Cave como Biddy
  - Bebe Cave como Biddy joven
- Edward George Fleming como Charles Pocket
- Olly Alexander como Herbert Pocket
- Ben Lloyd Hughes como Bentley Drummle
- William Ellis como Compeyson

## Producción

### Desarrollo
La película es la séptima versión cinematográfica de la novela de Charles Dickens. Se le pidió a David Nicholls que desarrollara el guion después de haber trabajado en la película de 2007 And When Did You Last See Your Father? y mientras trabajaba en una adaptación para televisión de Tess, la de los d'Urberville, de Thomas Hardy, para la BBC. Había trabajado con los productores Elizabeth Karlsen y Stephen Woolley en la película del 2007, y ellos se acercaron a él para trabajar en Great Expectations. Durante el desarrollo de la película, Nicholls publicó la novela One Day, que posteriormente se adaptó al cine en 2011. Nicholls describió en entrevistas que vio el trabajo de Dickens como la novela que definió su infancia, ya que leyó el libro por primera vez cuando tenía 14 años y desde entonces sigue siendo su favorito. También elogió la versión de 1946, dirigida por David Lean.
Mike Newell estaba buscando desarrollar Dombey e hijo de Dickens para la pantalla, pero después de que no salió adelante, le hablaron sobre el guion de Nicholls. Los dos trabajaron juntos en el desarrollo del guion y en la búsqueda de fondos para la película. Nicholls pensó que había un problema al elegir el final de la película, ya que Dickens escribió tanto un final pesimista como una versión más positiva. Describió su solución como "Lo que hemos tratado de hacer es hacer que funcione como una historia de amor sin sentimentalizar el libro", después de haber criticado el final de la versión de David Lean.

### Rodaje
La antigua sede de Gillette en la carretera A4 se utilizó como lugar principal de rodaje. El interior se transformó en una escena callejera de la época victoriana.
La producción también filmó muchas escenas en Kent, incluida la iglesia St Thomas a Becket en Fairfield, la reserva natural de Swale Shellness, los pantanos de Oare y Elmley, Stangate Creek, The Historic Dockyard en Chatham and Thames y Medway Canal.

## Estreno
La película se estrenó en el Festival Internacional de Cine de Toronto de 2012 el 11 de septiembre de 2012. El estreno europeo fue la noche de gala de clausura del Festival de Cine de Londres 2012 que tuvo lugar en el Odeon Leicester Square el 21 de octubre de 2012. Tanto Helena Bonham Carter como su esposo, Tim Burton, fueron admitidos en el British Film Institute Fellowship en el evento. En el Reino Unido, las proyecciones anticipadas estaban programadas para el 26 de noviembre de 2012, con la fecha de lanzamiento a nivel nacional del 30 de noviembre como un estreno con clasificación 12A.